# Stemorrhages titanicalis
Stemorrhages titanicalis is een vlinder uit de familie van de grasmotten (Crambidae), uit de onderfamilie van de Spilomelinae. De wetenschappelijke naam van deze soort is voor het eerst voorgesteld als Margaronia titanicalis door George Francis Hampson in een publicatie uit 1918.
De soort komt voor op de Solomonseilanden.